# Atlantisch orkaanseizoen 1575-1599
Hoewel data niet voor iedere voorgekomen storm beschikbaar is uit het Atlantisch orkaanseizoen 1575-1599, waren sommige delen van de kustlijn bevolkt genoeg om betrouwbare gegevens te verzamelen over de waargenomen orkanen. Elk seizoen was een jaarlijkse cyclus van tropische cycloon-formaties in de Atlantisch stroomgebied. De meest tropische cycloonformaties vonden plaats tussen 1 juni en 30 november.

## Stormen
| Jaar | Locatie            | Datum            | Dodental | Schade/Opmerkingen                                                            |
| ---- | ------------------ | ---------------- | -------- | ----------------------------------------------------------------------------- |
| 1579 | Atlantische Oceaan | onbekend         | onbekend |                                                                               |
| 1586 | Roanoke Island     | 23 juni- 26 juni | onbekend | Eerste van vele stormen die de eerste coloniale nederzetting heeft getroffen  |
| 1586 | Bahama's           | onbekend         | onbekend | 9 schepen verloren, mogelijk gerelateerd aan bovenstaande.                    |
| 1587 | Roanoke Island     | 31 augustus      | onbekend | Sir Francis Drake had 6 dagen nodig om te hergroeperen in Roanoke na de storm |
| 1588 | Roanoke Island     | onbekend         | 116      | derde van 4 orkanen die het gebied bereikt in 5 jaren                         |
| 1589 | Bahama's           | 9 september      | onbekend | 4 schepen zonken                                                              |
| 1590 | Golf van Mexico    | "Early 1590"     | 1000     | onbekend                                                                      |
| 1591 | Atlantische Oceaan | 10 augustus      | 501      | Golven en regen, 20 schepen verloren                                          |
| 1594 | Caribische Zee     | onbekend         | onbekend | 1 schip verloren                                                              |